# 2014년 동계 올림픽 노르웨이 선수단
2014년 동계 올림픽 노르웨이의 올림픽 선수단은 러시아 소치에서 개최된 2014년 동계 올림픽에 참가한 올림픽 노르웨이 선수단이다.

## 메달 집계

### 종목별 메달 수
| 종목         | 1  | 2 | 3  | 합계 |
| 크로스컨트리 | 5  | 2 | 4  | 11   |
| 바이애슬론   | 3  | 1 | 2  | 6    |
| 노르딕복합   | 2  | 1 | 1  | 4    |
| 알파인스키   | 1  | 0 | 2  | 3    |
| 스노보드     | 0  | 1 | 0  | 1    |
| 스키점프     | 0  | 0 | 1  | 1    |
| 합계         | 11 | 5 | 10 | 26   |

### 메달리스트
| 메달 | 이름                                                                    | 종목         | 세부 종목                 | 날짜     |
| ---- | ----------------------------------------------------------------------- | ------------ | ------------------------- | -------- |
|      | 마리트 비에르옌                                                         | 크로스컨트리 | 여자 스키애슬론           | 2월 8일  |
|      | 올레 에이나르 비에른달렌                                                | 바이애슬론   | 남자 스프린트             | 2월 9일  |
|      | 마이켄 카스퍼센 팔라                                                    | 크로스컨트리 | 여자 스프린트             | 2월 11일 |
|      | 올라 비겐 하테스타드                                                    | 크로스컨트리 | 남자 스프린트             | 2월 11일 |
|      | 셰틸 얀스루드                                                           | 알파인스키   | 남자 슈퍼대회전           | 2월 16일 |
|      | 에밀 헤글레 스벤센                                                      | 바이애슬론   | 남자 15km 단체출발        | 2월 18일 |
|      | 에르옌 그로바크                                                         | 노르딕복합   | 개인 라지힐 10km          | 2월 18일 |
|      | 마리트 비에르옌 잉빌 플루그스타드 외스트베르그                          | 크로스컨트리 | 여자 단체 스프린트 클래식 | 2월 19일 |
|      | 토라 베르예르 티릴 에큭호프 올레 에이나르 비에른달렌 에밀 헤글레 스벤센 | 바이애슬론   | 혼성 계주                 | 2월 19일 |
|      | 에르옌 그로바크 호바르 클레멘트센 망누스 크로그 망누스 모안             | 노르딕복합   | 단체 라지힐 4*5km         | 2월 20일 |
|      | 마리트 비에르옌                                                         | 크로스컨트리 | 여자 30km 단체 출발 프리  | 2월 22일 |
|      | 스토르 산드베치                                                         | 스노보드     | 남자 슬로프스타일         | 2월 8일  |
|      | 인필루 플루스터드 오스트베지                                            | 크로스컨트리 | 여자 스프린트             | 2월 11일 |
|      | 토라 베르거                                                             | 바이애슬론   | 여자 추적                 | 2월 11일 |
|      | 망누스 모안                                                             | 노르딕복합   | 개인 라지힐 10km          | 2월 18일 |
|      | 테레세 요헤우                                                           | 크로스컨트리 | 여자 30km 단체 출발 프리  | 2월 22일 |
|      | 헤이디 벤그                                                             | 크로스컨트리 | 여자 스키애슬론           | 2월 8일  |
|      | 셰틸 얀스루드                                                           | 알파인스키   | 남자 다운힐               | 2월 9일  |
|      | 마틴 욘스루드 순드비                                                    | 크로스컨트리 | 남자 30km 스키애슬론      | 2월 9일  |
|      | 안데르스 바르발                                                         | 스키점프     | 남자 노멀힐 개인전        | 2월 9일  |
|      | 망누스 크로그                                                           | 노르딕복합   | 개인 노멀힐 10km          | 2월 12일 |
|      | 테레세 요헤우                                                           | 크로스컨트리 | 여자 10km 클래식          | 2월 13일 |
|      | 티릴 에큭호프                                                           | 바이애슬론   | 여자 12.5km 단체출발      | 2월 17일 |
|      | 판니 후른 티릴 에큭호프 안 크리스틴 플라틀란 토라 베르거                | 바이애슬론   | 여자 계주                 | 2월 21일 |
|      | 크리스틴 스퇴르메르 스테이라                                            | 크로스컨트리 | 여자 30km 단체 출발 프리  | 2월 22일 |
|      | 헨리크 크리스토페르센                                                   | 알파인스키   | 남자 회전 런              | 2월 22일 |

## 노르딕복합
| 선수                                                        | 세부 종목         | 스키점프 | 스키점프 | 스키점프 | 크로스컨트리 | 크로스컨트리 | 합계    | 합계 |
| 선수                                                        | 세부 종목         | 거리     | 점수     | 순위     | 시간         | 순위         | 시간    | 순위 |
| 에르옌 그로바크                                             | 개인 라지힐 10km  | 132.0    | 118.4    | 6        | 22:45.5      | 12           | 23:27.5 | 1    |
| 호바르드 클레멧센                                           | 개인 노멀힐 10km  | 99.0     | 122.7    | 9        | 23:53.4      | 14           | 24:18.4 | 10   |
| 호바르드 클레멧센                                           | 개인 라지힐 10km  | 137.5    | 127.0    | 2        | 23:44.0      | 26           | 23:52.0 | 9    |
| 믹코 콕스리엔                                               | 개인 노멀힐 10km  | 93.0     | 107.3    | 35       | 23:19.5      | 5            | 23:56.5 | 13   |
| 망누스 크로그                                               | 개인 노멀힐 10km  | 97.0     | 115.8    | 20       | 22:55.3      | 2            | 23:58.3 | 3    |
| 망누스 크로그                                               | 개인 라지힐 10km  | 125.5    | 106.1    | 18       | 22:32.2      | 7            | 24:02.2 | 12   |
| 망누스 모안                                                 | 개인 노멀힐 10km  | 99.5     | 119.4    | 15       | 23:14.9      | 4            | 24:02.9 | 5    |
| 망누스 모안                                                 | 개인 라지힐 10km  | 133.0    | 117.8    | 7        | 22:43.1      | 10           | 23:28.1 | 2    |
| 에르옌 그로바크 호바르드 클레멧센 망누스 크로그 망누스 모안 | 단체 라지힐 4×5km | 510.5    | 462.8    | 3        | 46:48.5      | 1            | 47:13.5 | 1    |

## 바이애슬론
Based on their performance at the 2012 and 2013 Biathlon World Championships Norway qualified 6 men and 6 women.
남자
| 선수                                                                | 세부 종목     | 기록      | 감점        | 순위 |
| 올레 에이나르 비에른달렌                                            | 10km 스프린트 | 24:33.5   | 1 (0+1)     | 1    |
| 올레 에이나르 비에른달렌                                            | 12.5km 추적   | 34:14.5   | 3 (0+1+1+1) | 4    |
| 올레 에이나르 비에른달렌                                            | 20km 개인     | 53:21.9   | 4 (1+1+1+1) | 34   |
| 올레 에이나르 비에른달렌                                            | 15km 단체출발 | 43:34.2   | 6 (2+0+0+4) | 22   |
| 요한네스 뵈                                                         | 10km 스프린트 | 26:51.0   | 4 (2+2)     | 55   |
| 요한네스 뵈                                                         | 12.5km 추적   | 36:12.4   | 1 (1+0+0+0) | 32   |
| 요한네스 뵈                                                         | 20km 개인     | 51:16.5   | 1 (0+1+0+0) | 11   |
| 요한네스 뵈                                                         | 15km 단체출발 | 43:34.2   | 1 (1+0+0+0) | 8    |
| 타리에이 뵈                                                         | 10km 스프린트 | 26:10.1   | 3 (0+3)     | 39   |
| 타리에이 뵈                                                         | 12.5km 추적   | 35:50.5   | 2 (0+1+0+1) | 27   |
| 타리에이 뵈                                                         | 20km 개인     | 52:41.5   | 2 (0+2+0+0) | 26   |
| 에밀 헤글레 스벤센                                                  | 10km 스프린트 | 25:02.8   | 1 (0+1)     | 9    |
| 에밀 헤글레 스벤센                                                  | 12.5km 추적   | 34:28.8   | 1 (0+1+0+0) | 7    |
| 에밀 헤글레 스벤센                                                  | 20km 개인     | 50:30.3   | 1 (0+0+1+0) | 7    |
| 에밀 헤글레 스벤센                                                  | 15km 단체출발 | 42:29.1   | 0 (0+0+0+0) | 1    |
| 올레 에이나르 비에른달렌 요한네스 베 타리에이 베 에밀 헤글레 스벤센 | 4×7.5km 계주  | 1:13:10.3 | 6 (1+5)     | 4    |

여자
| 선수                                                                | 세부 종목       | 기록      | 감점        | 순위 |
| 토라 베르거                                                         | 7.5km 스프린트  | 21:40.6   | 1 (1+0)     | 10   |
| 토라 베르거                                                         | 10km 추적       | 30:08.3   | 1 (0+0+0+1) | 2    |
| 토라 베르거                                                         | 15km 개인       | 47:12.6   | 3 (1+2+0+0) | 16   |
| 토라 베르거                                                         | 12.5km 단체출발 | 37:07.8   | 2 (0+1+1+0) | 14   |
| 티릴 에크호프                                                       | 7.5km 스프린트  | 21:51.4   | 1 (0+1)     | 18   |
| 티릴 에크호프                                                       | 10km 추적       | 32:12.3   | 6 (0+1+2+3) | 24   |
| 티릴 에크호프                                                       | 15km 개인       | 47:20.4   | 3 (0+1+1+1) | 18   |
| 티릴 에크호프                                                       | 12.5km 단체출발 | 35:52.9   | 1 (0+1+0+0) | 3    |
| 안 크리스틴 플라틀란                                                | 7.5km 스프린트  | 22:10.6   | 1 (0+1)     | 24   |
| 안 크리스틴 플라틀란                                                | 10km 추적       | 30:40.2   | 0 (0+0+0+0) | 9    |
| 안 크리스틴 플라틀란                                                | 15km 개인       | 51:00.0   | 4 (1+2+0+1) | 56   |
| 안 크리스틴 플라틀란                                                | 12.5km 단체출발 | 38:15.6   | 2 (0+1+1+0) | 24   |
| 쉬뇌베 소렘달                                                       | 7.5km 스프린트  | 22:32.1   | 2 (1+1)     | 35   |
| 쉬뇌베 소렘달                                                       | 10km 추적       | 33:04.3   | 3 (1+0+0+2) | 36   |
| 엘리세 린엔                                                         | 15km 개인       | 47:54.0   | 2 (0+0+0+2) | 24   |
| 토라 베르거 티릴 에크호프 안 크리스틴 플라틀란 판뉘 벨레스트란 호른 | 4×6km 계주      | 1:10:40.1 | 2 (0+2)     | 3    |

혼성
| 선수                                                                  | 세부 종목                         | 기록      | 감점    | 순위 |
| 토라 베르거 티릴 에크호프 올레 에이나르 비에른달렌 에밀 헤글레 스벤센 | 여자 2×6km 계주 남자 2×7.5km 계주 | 1:09:17.0 | 2 (0+2) | 1    |